# Bagamane, Chikmagalur
Bagamane là một làng thuộc tehsil Chikmagalur, huyện Chikmagalur, bang Karnataka, Ấn Độ.